# Jedna si jedina
Jedna si jedina – były hymn Bośni i Hercegowiny. Autorem słów jest Dino Dervišhalidović Merlin, zaś melodia pochodzi z ludowej pieśni S one strane Plive. Został ustanowiony 24 listopada 1995 roku, trzy miesiące po uzyskaniu przez Bośnię i Hercegowinę niepodległości, zaś 10 lutego 1998 r. został zastąpiony utworem pt. Intermeco.

## Oryginalny tekst
Zemljo tisućljetna,
Na vjernost ti se kunem,
Od mora do Save,
Od Drine do Une.
Jedna si jedina,
Moja domovina.
Jedna si jedina,
Bosna i Hercegovina.
Bog nek’ te sačuva,
Za pokoljenja nova,
Zemljo mojih snova,
Mojih pradjedova.
Jedna si jedina,
Moja domovina.
Jedna si jedina,
Bosna i Hercegovina!